# Шалва Апхазава
Шалва́ Апхаза́ва (груз. შალვა აფხაზავა; 14 серпня 1980, Кобулеті, Грузія — 7 січня 2004, Київ, Україна) — грузинський футболіст, нападник, виступав за батумське «Динамо» та київський «Арсенал».

## Біографія
Вихованець СДЮШОР свого рідного міста, до якої він записався у вісім років (перший тренер — Борис Урушадзе). У спортивній школі Шалва пробув чотири роки, після чого перейшов до юнацької школи батумського «Динамо».
В 15 років отримав запроження в збірну Аджарії, що брала участь в юнацькому чемпіонаті Грузії. У першому сезоні забив 24 м'яча і став кращим бомбардиром турніру. З 16 років — гравець юнацької збірної Грузії, що брала участь у фінальному турнірі молодіжного чемпіонату Європи-97.
У першості Грузії Шалва Апхазава захищав кольори батумського «Динамо». Першу гру провів у неповних сімнадцять років. В 1998 році клуб завершив чампіонат на другому місці і здобув кубок та суперкубок. Його визнали кращим молодим футболістом країни.
До України потрапив у 2002 році завдяки рекомендації Реваза Челебадзе. В'ячеслав Грозний, створюючи нову команду, запросив його до Києва. Вже у третьому турі Шалва відзначився хет-триком у ворота луцької «Волині» (загальний рахунок 8-1 на користь «Арсенала»). Загалом у своєму першому сезоні в Україні Апхазава забив 14 м'ячів, посівши четверту сходинку серед бомбардирів ліги.
Другий сезон в українському чемпіонаті розпочав менш вдало. Отримав декілька травм і захисники почали пристосовуватися до манери гри форварда. Часом втрачав місце в основі, але ніколи не втрачав віру в себе і не припиняв роботу по вдосконаленню своєї гри. Передчасно помер 7 січня 2004 у 23-річному віці від раптової серцевої кризи.

## Нагороди
- Володар Кубка Грузії: 1998.
- Володар Суперкубка Грузії: 1998.
- Найкращий молодий гравець чемпіонату Грузії: 1998.